# Filipijns Open
Het Filipijns Open is een van de oudste golftoernooien in Azië, en staat sinds 1994 op de agenda van de Aziatische PGA Tour.
De eerste editie vond plaats in 1913 op de Manila Golf Club in Manilla. De eerste 16 edities werden gewonnen door Amerikaanse en Schotse amateurs. De 17de editie werd gewonnen door Larry Montes, die het won in 1929, 1932, 1936, 1937, 1941, 1942, 1943, 1944, 1948, 1951, 1953 en 1955.
Het toernooi is in de loop der jaren op verschillende banen in de Filipijnen gehouden, w.o. minstens 24 keer op de Wack Wack Golf & Country Club en 20 keer op de Manila Golf Club.

## Winnaars
| Jaar                  | Winnaar                             | Baan                               | Score         |
| --------------------- | ----------------------------------- | ---------------------------------- | ------------- |
| 1913                  | Manila Golf Club                    | J.R.H. Mason (Am)                  |               |
| 1914                  | Manila Golf Club                    | J.R.H. Mason (Am)                  |               |
| 1915                  | Manila Golf Club                    | W.J. Adams (Am)                    |               |
| 1916                  | Manila Golf Club                    | Johnny Grieve (Am)                 |               |
| 1917                  | Manila Golf Club                    | W. Young (Am)                      |               |
| 1918                  | Manila Golf Club                    | J.R.H. Mason (Am)                  |               |
| 1919                  | Manila Golf Club                    | Ian Collier Trotter MacGregor (Am) |               |
| 1920                  | Manila Golf Club                    | Ian Collier Trotter MacGregor (Am) |               |
| 1921                  | Manila Golf Club                    | J.R.H. Mason (Am)                  |               |
| 1922                  | Manila Golf Club                    | Walter Z. Smith (Am)               |               |
| 1923                  | Manila Golf Club                    | E.A. Noyes (Am)                    |               |
| 1924                  | Manila Golf Club                    | G.M. Ivory (Am)                    |               |
| 1925                  | Manila Golf Club                    | W.J. Jameson (Am)                  |               |
| 1926                  | Manila Golf Club                    | E.L. Benedict (Am)                 |               |
| 1927                  | Manila Golf Club                    | J.R.H. Mason (Am)                  |               |
| 1928                  | Manila Golf Club                    | J.S. Moore (Am)                    |               |
| 1929                  | Manila Golf Club                    | Larry Montes                       |               |
| 1930                  | Geen toernooi                       | Geen toernooi                      | Geen toernooi |
| 1931                  | Geen toernooi                       | Geen toernooi                      | Geen toernooi |
| 1932                  | Manila Golf Club                    | Larry Montes                       |               |
| 1933                  | Manila Golf Club                    | Sidney Baxter                      |               |
| 1934                  | Manila Golf Club                    | Casiano Decena                     |               |
| 1935                  |                                     | Guillermo A. Navaja                |               |
| 1936                  |                                     | Larry Montes                       |               |
| 1937                  |                                     | Larry Montes                       |               |
| 1938                  |                                     | Norman Von Nida                    |               |
| 1939                  |                                     | Norman Von Nida                    |               |
| 1940                  |                                     | Harold "Jug" McSpaden              |               |
| 1941                  |                                     | Larry Montes                       |               |
| 1942                  |                                     | Larry Montes                       |               |
| 1943                  |                                     | Larry Montes                       |               |
| 1944                  |                                     | Larry Montes                       |               |
| 1945                  | Geen toernooi                       | Geen toernooi                      | Geen toernooi |
| 1946                  | Geen toernooi                       | Geen toernooi                      | Geen toernooi |
| 1947                  | Geen toernooi                       | Geen toernooi                      | Geen toernooi |
| 1948                  | Wack Wack Golf & Country Club       | Larry Montes                       |               |
| 1949                  |                                     | Celestino Tugot                    |               |
| 1950                  |                                     | Ed Oliver                          |               |
| 1951                  |                                     | Larry Montes                       |               |
| 1952                  |                                     | Lloyd Mangrum                      |               |
| 1953                  |                                     | Larry Montes                       |               |
| 1954                  |                                     | Larry Montes                       |               |
| 1955                  |                                     | Celestino Tugot                    |               |
| 1956                  |                                     | Celestino Tugot                    |               |
| 1957                  |                                     | Celestino Tugot                    |               |
| 1958                  |                                     | Celestino Tugot                    |               |
| 1959                  |                                     | Bruce Crampton                     |               |
| 1960                  | Wack Wack Golf & Country Club       | Frank Philips                      |               |
| 1961                  | Wack Wack Golf & Country Club       | Ben Arda                           |               |
| 1962                  | Wack Wack Golf & Country Club       | Celestino Tugot                    |               |
| 1963                  | Wack Wack Golf & Country Club       | Ben Arda                           |               |
| 1964                  | Wack Wack Golf & Country Club       | Peter Thomson                      |               |
| 1965                  | Wack Wack Golf & Country Club       | Lu Liang-Huan                      |               |
| 1966                  | Wack Wack Golf & Country Club       | Luis Silverio (Am)                 |               |
| 1967                  | Wack Wack Golf & Country Club       | Hsu Sheng San                      |               |
| 1968                  | Wack Wack Golf & Country Club       | Hsu Chi San                        |               |
| 1969                  | Wack Wack Golf & Country Club       | Haruo Yasuda                       |               |
| 1970                  | Wack Wack Golf & Country Club       | Hsieh Yung Yu                      |               |
| 1971                  | Wack Wack Golf & Country Club       | Chen Chieng Chung                  |               |
| 1972                  | Wack Wack Golf & Country Club       | Hideo Sugimoto                     |               |
| 1973                  | Wack Wack Golf & Country Club       | King Seung Hak                     |               |
| 1974                  | Wack Wack Golf & Country Club       | Lu Liang-Huan                      |               |
| 1975                  | Wack Wack Golf & Country Club       | Kuo Chie Hsiung                    |               |
| 1976                  | Wack Wack Golf & Country Club       | Qiuntin Mancao                     |               |
| 1977                  | Wack Wack Golf & Country Club       | Hsieh Yung Yu                      |               |
| 1978                  | Wack Wack Golf & Country Club       | Lu Liang-Huan                      |               |
| 1979                  | Wack Wack Golf & Country Club       | Ben Arda                           |               |
| 1980                  | Wack Wack Golf & Country Club       | Lu His Chuen                       |               |
| 1981                  | Wack Wack Golf & Country Club       | Tom Sieckmann                      |               |
| 1982                  | Wack Wack Golf & Country Club       | Hsieh Min-Nan                      |               |
| 1983                  | Wack Wack Golf & Country Club       | Lu His Chuen                       |               |
| 1984                  | Wack Wack Golf & Country Club       | Rudy Labares                       |               |
| 1985                  | Wack Wack Golf & Country Club       | Mark Aebli                         |               |
| 1986                  | Wack Wack Golf & Country Club       | Mario Manubay                      |               |
| 1987                  | Wack Wack Golf & Country Club       | Brian Tennyson                     |               |
| 1988                  | Wack Wack Golf & Country Club       | Hsieh Chin Seng                    |               |
| 1989                  | Wack Wack Golf & Country Club       | Emlyn Aubrey                       |               |
| 1990                  |                                     | Robert Pactolerin                  |               |
| 1991                  |                                     | Dennis Paulson                     |               |
| 1992                  |                                     | Wang Ter-chang                     |               |
| 1993                  |                                     | Yeh Chang-Ting                     |               |
| 1994                  |                                     | Carlos Franco                      |               |
| 1995                  |                                     | Carlos Espinosa                    |               |
| 1996                  |                                     | Rob Whitlock                       |               |
| 1997                  |                                     | Kevin Wentworth                    |               |
| 1998                  | Riviera Golf & Country Club         | Frankie Miñoza                     |               |
| 1999                  |                                     | Anthony Kang                       |               |
| 2000                  |                                     | Gerald Rosales                     |               |
| 2001                  | Wack Wack Golf & Country Club       | Felix 'Cassius' Casas              |               |
| 2002                  | Wack Wack Golf & Country Club       | Rick Gibson                        |               |
| 2003                  | Geen toernooi                       | Geen toernooi                      | Geen toernooi |
| DHL Philippine Open   |                                     |                                    |               |
| 2004                  | Riviera Golf and Country Club       | Edward Michaels                    | -2            |
| Philippine Open       |                                     |                                    |               |
| 2005                  | Mount Malayarat Golf & Country Club | Adam Le Vesconte                   | -12           |
| 2006                  | Wack Wack Golf & Country Club       | Scott Strange                      | -8            |
| 2007                  | Wack Wack Golf & Country Club       | Frankie Miñoza                     | -10           |
| 2008                  | Wack Wack Golf & Country Club       | Angelo Que                         | -5            |
| 2009                  | Mount Malarayat Golf & Country Club | Elmer Salvador                     | -17           |
| 2010                  | Valley Golf & Country Club          | Artemio Murakami                   | -11           |
| ICTSI Philippine Open |                                     |                                    |               |
| 2011                  | Wack Wack Golf & Country Club       | Berry Henson                       | -5            |
| 2012                  | Wack Wack Golf & Country Club       | Mardan Mamat                       | -8            |
| 2014                  | Wack Wack Golf & Country Club       | Marcus Both                        | -6            |

 Maleisisch Open ·
 Thailand Classic ·
 Indian Open ·
 SAIL-SBI Open ·
 Indonesian Masters ·
 Mauritius Open ·
 Queen's Cup ·
 Omega European Masters ·
 Vascory Classic ·
 Chiangmai Golf Classic
EurAsia Cup